# Stella Rimington
Stella Rimington   (South Norwood, 13 de maig de 1935 - 3 d'agost de 2025), de nom de naixement Stella Whitehouse, va ser una agent i escriptora britànica.

## Biografia
Stella Whitehouse va nàixer a Londres. Va estudiar literatura anglesa a la Universitat d'Edimburg. Va ser la primera dona a ser directora de l'MI5, els serveis de seguretat britànics que principalment es dedica a la seguretat interna del país, des del 1992 al 1996. Després ha treballat a Mark&Spencer i BG Group. És també autora de diverses novel·les policials. Va contreure matrimoni amb John Remigton en 1961, van ser pares de dues filles, la parella després se separà.

## Publicacions
- Rimington, Stella. At Risk.  Londres: Hutchinson, 2004. ISBN 0-09-179996-1.
- Rimington, Stella. Secret Asset.  Londres: Hutchinson, 2006. ISBN 0-09-180024-2.
- Rimington, Stella. Illegal Action.  Londres: Hutchinson, 2007. ISBN 0-09-179722-5.
- Rimington, Stella. Dead Line.  Londres: Quercus Publishing, 2008. ISBN 978-1-84724-310-2.
- Rimington, Stella. Present Danger.  Londres: Quercus Publishing, 2009. ISBN 978-1-84724-994-4.
- Rimington, Stella. Rip Tide.  Londres: Bloomsbury Publishing, 2011. ISBN 978-1-4088-1112-2.
- Rimington, Stella. The Geneva Trap.  Londres: Bloomsbury Publishing, 2012. ISBN 978-1-4088-3218-9.
- Rimington, Stella. Close Call.  Londres: Bloomsbury Publishing, 2014. ISBN 978-1-4088-4104-4.
- Rimington, Stella. Breaking Cover.  Londres: Bloomsbury Publishing, 2016. ISBN 978-1-63286-526-7.